# Église Saint-Thomas-Becket de Boissy-sous-Saint-Yon
L'église Saint-Thomas-Becket de Boissy-sous-Saint-Yon est une église paroissiale catholique, dédiée à saint Thomas-Becket, située dans la commune française de Boissy-sous-Saint-Yon et le département de l'Essonne.

## Historique
L'église originelle du village est citée au XIIe siècle et détruite pendant la Guerre de Cent Ans. La chapelle bâtie au XVe siècle est érigée alors comme église paroissiale.
Deux chapelles sont restaurées au milieu du XVIIIe siècle.
Depuis un arrêté du 2 février 1948, l'église est inscrite au titre des monuments historiques.
Depuis un arrêté du 6 Mai 2015, l'église est classée au titre des monuments historiques.

## Pour approfondir